# Setantii
Los Setantii (Segantii o Sistuntii) eran un pueblo celta del norte de Inglaterra que habitaba el actual condado de Lancashire. Fue una de las tribus absorbidas por los brigantes, al igual que los Gabrantovices (North Yorkshire), Latenses (Leeds), Lopocares y Textoverdi (al norte, donde se construiría el Muro de Adriano e incluso los Carvetii de Cumbria.
Habitaban el litoral occidental y el nombre probablemente significa los habitantes del país del agua.
Hay una referencia de Ptolomeo en su Geografía al Portus Setantiorum o Puerto de los Setantii. No se conservan restos del sitio (es probable que haya sido ocupada por el mar) pero es probable que estuviera en las cercanías de la actual Fleetwood, en la desembocadura del Río Wyre.